# Bonvax
Bonvax är ett medel att ge en blank och jämn yta åt trä i möbler eller parkettgolv, linoleummattor eller andra golv av konstmaterial.
Bonvax för ytbehandling och underhåll av obehandlade parkett- och trägolv, så kallad golvpolish finns idag främst i flytande form och komponerade av kolväten, vax, paraffin och färg.
Traditionellt bonvax i fast form är en blandning av olika glansgivande ämnen som ceresin, japanvax, paraffin och terpentin. Ofta användes istället för denna blandning ett slags vaxsåpa som framställs genom kokning av vanligt vax, blandat med japanvax och montanvax, med pottaska.